# Staphyleaceae
Staphyleaceae (фамилија клокочика) је фамилија дикотиледоних биљака из реда Crossosomatales. Обухвата три рода са више од 40 врста. Фамилија је распрострањења у тропском и умереним климатским појасевима.